# Esperança Marí Mayans
Esperança Marí Mayans (Formentera, 1959) és una filòloga i política formenterenca, diputada al Parlament de les Illes Balears en la VII i VIII legislatures.
Llicenciada en filologia catalana per la Universitat de les Illes Balears, el 1983 ingressà com a professora de la Conselleria d'Educació de les Illes Balears i des de 2002 és directora de l'IES sa Blanca Dona d'Eivissa. Junt amb la seva activitat docent ha estat fundadora de la secció formenterenca de l'Obra Cultural Balear el 1979 i dels Grups de Defensa de la Llengua a Eivissa. És sòcia de l'Institut d'Estudis Eivissencs.
Militant d'Esquerra Republicana de Catalunya des de 1993, accedí al Parlament de les Illes Balears sota les sigles d'Eivissa pel Canvi, en coalició amb el PSOE a les eleccions autonòmiques de 2007 i 2011. Està casada amb Bernat Joan i Marí.

## Obra
- Geografía e historia de Formentera. Esperança Marí i Mayans, Josep Antoni Prats Serra. Eivissa : Mediterrània-Eivissa, 2001. ISBN 84-95565-11-0
- Entre el vent, sota el cel: una aproximació a la poesia de Marià Villangómez. Esperança Marí i Mayans, Margalida Marí i Tur, Núria Soliveres i Pont. Eivissa : Mediterrània-Eivissa, 1999. ISBN 84-87883-85-0
- Geografia i història de Formentera. Esperança Marí i Mayans, Josep Antoni Prats Serra. Eivissa : Mediterrània-Eivissa, 1999. ISBN 84-87883-88-5